# Фосьё
Фосьё́ (фр. Fossieux) — коммуна во французском департаменте Мозель региона Лотарингия. Относится к  кантону Дельм.	

## География
Фосьё расположен в 32 км к юго-востоку от Меца. Соседние коммуны: Ольнуа-сюр-Сей на севере, Малокур-сюр-Сей на юго-востоке, Мануэ и Абонкур-сюр-Сей на юге, Армокур и Аррей-эт-Ан на юго-западе, Ажонкур и Шеникур на западе, Летрикур на северо-западе.

## История
- Деревня была разделена между герцогством Лотарингия и епископатом Меца вплоть до XV века, когда попала под господство сеньората де Гурне, а затем де Гран-Фо.

## Демография
По переписи 2008 года в коммуне проживал 161 человек.	

## Достопримечательности
- Следы замка XIII века, разрушенного в 1914 году во время Первой мировой войны и позже снесённого в 1920 году.
- Развалины бывшей деревни Донкур, разрушенной шведами в ходе Тридцатилетней войны.
- Церковь Сент-Маргерит, XIII век, сооружена в готическом стиле.